# Pedro Morilla Fuentes
Pedro Morilla Fuentes, noto anche con lo pseudonimo di Pedroca (San Paolo, 27 aprile 1929 – Franca, 8 novembre 1992), è stato un allenatore di pallacanestro brasiliano.

## Carriera
Ha guidato il Brasile alle Olimpiadi di Monaco 1972.